# فرانكو فابريزي
فرانكو فابريزي (بالإيطالية: Franco Fabrizi)‏ هو ممثل إيطالي، ولد في 15 فبراير 1926 في كورتيمادجوري في إيطاليا، وتوفي بنفس المكان في 18 أكتوبر 1995 بسبب سرطان.

## أعمال

### أفلام
- (1957) ليالي كابيريا
- (1971) الموت في البندقية

## وصلات خارجية
- فرانكو فابريزي على موقع IMDb (الإنجليزية)
- فرانكو فابريزي على موقع ألو سيني (الفرنسية)
- فرانكو فابريزي على موقع أول موفي (الإنجليزية)
- فرانكو فابريزي على موقع قاعدة بيانات الأفلام السويدية (السويدية)
- فرانكو فابريزي على موقع قاعدة بيانات الفيلم (الإنجليزية)
- فرانكو فابريزي على موقع كينوبويسك (الروسية)